# Zilog Z380
A Z380 egy Zilog gyártmányú, Z80 kompatibilis 16/32 bites processzor 1994-ből. A konkurencia termékeinél (Intel 80386 és Motorola 68000) jóval később jelent meg, és ezt a lemaradást nem volt képes behozni: sohasem szerzett jelentős piaci részesedést. Ezzel szemben az újabb és gyorsabb eZ80 család nagyobb sikereket könyvelhet el újabban.

## Jellemzői
A csip támogatja a 16 bites feldolgozást, és maximum 20 MHz-es órajelen működhet.
Bár a processzorfelépítés gyökerei a Z180-as kialakításig nyúlnak, ennek a felépítése egyszerűbb és kevésbé hatékony kialakítású, és nem kompatibilis a Zilog előző generációs processzoraival, a Z280-nal; annál kevesebb szerkezeti elemet tartalmaz. A lényeges különbségek:
- Nincs utasítás-futószalag (pipeline)
- Nincs memóriavédelem
- Hiányzik az I/O csapdázási tulajdonság
- Nincs beépített gyorsítótár
- Sokkal egyszerűbb MMU
- Egy utasítás végrehajtása legalább 4 óraciklust igényel, szemben a Z280-as 1 (cache hit) vagy 2 (cache miss) ciklusos végrehajtásával.

## Fordítás
- Ez a szócikk részben vagy egészben  a   Zilog Z380 című angol Wikipédia-szócikk ezen változatának fordításán alapul.  Az eredeti cikk szerkesztőit annak laptörténete sorolja fel. Ez a jelzés csupán a megfogalmazás eredetét és a szerzői jogokat jelzi, nem szolgál a cikkben szereplő információk forrásmegjelöléseként.